# Eurydice indicis
Eurydice indicis là một loài chân đều trong họ Cirolanidae. Loài này được Eleftheriou & Jones miêu tả khoa học năm 1976.